# Dictyna sinaloa
Dictyna sinaloa là một loài nhện trong họ Dictynidae.
Loài này thuộc chi Dictyna. Dictyna sinaloa được Willis J. Gertsch & Michael Davis miêu tả năm 1942.